# Sæby Sogn (Lejre Kommune)
Sæby Sogn 
ist eine Kirchspielsgemeinde (dän.: Sogn)
auf der Insel Sjælland im südlichen Dänemark.
Bis 1970 gehörte sie zur Harde Voldborg Herred im damaligen Københavns Amt (bis 1808: Roskilde Amt), danach zur Bramsnæs Kommune im „neuen“ Roskilde Amt, die im Zuge der  Kommunalreform zum 1. Januar 2007 in der Lejre Kommune in der Region Sjælland aufgegangen ist.
Im Kirchspiel leben 1049 Einwohner, davon 332 im Kirchdorf (Stand: 1. Januar 2023).
Im Kirchspiel liegt die Kirche „Sæby Kirke“.
Nachbargemeinden sind im Nordosten Gershøj Sogn und im Südwesten Kirke Hyllinge Sogn, ferner in der nördlich gelegenen Frederikssund Kommune im Nordwesten Vellerup Sogn, im Norden Ferslev Sogn und im Nordosten Skibby Sogn.